# 35 Eridani
35 Eridani är en misstänkt variabel (VAR:) i stjärnbilden Eridanus. 
Stjärnan har visuell magnitud +5,269 och varierar i amplitud med 0,030 magnituder och en period av 0,8139 dygn. Den befinner sig på ett avstånd av ungefär 415 ljusår.